# Lorius albidinucha
Lorius albidinucha е вид птица от семейство Папагалови (Psittaculidae). Видът е почти застрашен от изчезване.

## Разпространение
Видът е разпространен в Папуа Нова Гвинея.